# 長江商学院
長江商学院（英語名称Cheung Kong Graduate School of Business、略称CKGSB）は中華人民共和国にある、同国初のプライベート・ビジネス・スクール。
例年約60名のMBA（経営学修士）受講生と500名を超えるエグゼクティブMBA受講生とが在籍している。北京に本部があり、その他上海、深圳にもキャンパスを構える。2002年11月、李嘉誠基金会の出資により設立された。校名は、長江商学院の英語の名称「Cheung Kong」は李嘉誠が会長を務める長江実業（集団）有限公司の英語名称（Cheung Kong（Holdings）Limited）に由来している。

## プログラム

### 中国語によるプログラム
- エグゼクティブ MBA
- 中国企業CEOプログラム
- 金融CEOプログラム
- 在職者のための金融MBA
- ミニ/ポストエグゼクティブMBA
- メディア上級管理プログラム
- 不動産上級管理プログラム
- 家族企業管理プログラム
- 企業個別対応プログラム

### 英語によるプログラム
- MBA
- Country Manager Program
- China from the Inside Program
- Customized Programs

## 図書館
北京の王府井東方広場にある長江商学院図書館は1万2000冊を超える中国語と英語の図書、150以上の定期刊行物を所蔵。これらの蔵書の他、Proquest、ISI Emerging Market等オンラインおよびCD-ROMデータベースを含む各種電子リソース、多数の電子ジャーナル、電子書籍を擁している。上海、深圳キャンパスにも分館がある。

## 主な卒業生
- 馬雲 - アリババ・グループ（アリババグループ）会長兼CEO
- 傅成玉 -中国海洋石油総公司会長兼CEO
- 張蘭 - 俏江南レストラングループ会長、創立者
- 江南春 - フォーカスメディア社会長
- 牛根生 - 蒙牛乳業有限公司元会長兼CEO
- 李東生 - TCL集団有限公司会長兼CEO
- 梁信軍 - 復星国際有限公司副会長兼CEO、創立者
- 憑侖 - 万通控股創業者・会長
- 金志国 - 青島啤酒会長・社長
- 陳発樹 - 新華都実業集団会長
- 張祥青 - 天津栄程聯合鋼鉄集団会長